# Сингаївський Микола Федорович
Микола Федорович Сингаї́вський (12 листопада 1936, с. Шатрище — 22 лютого 2013, м. Київ) — український поет, автор пісні «Чорнобривці». Молодший брат літератора Петра Сингаївського.

## Життєпис
Народився 12 листопада 1936 року, в родині хліборобів, на Поліссі у невеличкому селі Шатрище Коростенського району Житомирської області.
Навчаючись у Київському університеті, позаштатно працював у редакціях різних газет. Після закінчення вишу працював завідувачем відділу поезії «Літературної України», заступником директора Бюро пропаганди художньої літератури СПУ, завідувачем відділу літератури та мистецтва журналу «Ранок». Упродовж багатьох років — головним редактором журналу «Піонерія».
Похований на Берковецькому кладовищі, поряд з сином.

## Творчість
Перші твори друкувались у районній газеті «Радянське Полісся» та в обласній «Радянська Житомирщина». Пізніше в газеті з'явилась добірка віршів із напутнім словом Максима Рильського.
1958 року побачила світ перша збірка для дітей «Жива криничка». Схвальним словом про неї відгукнувся Михайло Панасович Стельмах. Відтоді прийшло до читача понад сорок книжок — поетичних і прозових, з них — половина для дітей.
1968 року поетичні книги «З березнем по землі», «Архіпелаги» були відзначені премією імені Олександра Бойченка. За книги «Вогневиця» і «Поступ» Сингаївський удостоєний звання лауреата Республіканської комсомольської премії імені Миколи Островського.
Багато мелодій, написаних на вірші поета, стали «співучими» серед людей: «Чорнобривці», «Безсмертник», «Полісяночка», «В краю дитинства», «Сонце в долонях», «Розляглося наше поле» та інші. Одна зі збірок має назву «Я родом із пісні» — свідчення любові автора до цього жанру.
Дмитро Павличко у передмові до збірки пісень «Безсмертник» писав:

| Пісні М. Сингаївського близькі до фольклорних, ясні й прості за образною системою, але головне їхнє достоїнство в тому, що вони відбивають зворушення сучасної людини, яка шукає й знаходить основоположні моральні цінності в своєму зв'язку з рідною землею, бачить свою душу крізь чисті джерела того краю, де минулося її дитинство. |
Болгарський народ, його минуле і сучасне, Балканський півострів і легендарна «Шипка», трояндові долини і плодоносна Фракія посідають особливе місце в його творчості. Вона певною мірою знайшла своє вираження у збірці «Лоза і камінь».

### Критика
Валерій Марченко у своїй статті «За параваном ідейності», що на суді 1973 року інкримінувалася йому як злочин перед радянською владою, так відгукувався про творчість Сингаївського:
|  | Ми розглянули твори...досить численного загону письменників, за чиєю допомогою радянські можновладці утверджують своє панування на Україні; ласі шматки, що перепадають найвідданішим, повинні стимулювати акт творення, і вони, природно, роблять свою справу. На обріях нашої літератури, окрім старих кадрів культівських часів (Натана Рибака, Леоніда Новиченка, Юрія Збанацького), з'являється чимало нових письменників-підприємців: Павло Загребельний, Микола Сингаївський, Олесь Лупій, Ростислав Братунь. Продукуючи романи, драми, поезії, статті на правильні теми, гурт оцих вельми далеких від культури свого народу митців «чесно» заробляє на хліб. Твори багатьох із них написані досить вправною рукою графомана, тому непідготованому читачеві за напруженим сюжетом та розмаїтою образною системою важко помітити його ідейну недолугість і навіть реакційність. А це й потрібно авторові та верхнім «десяти тисячам» які спонукають його до письма відрегульованою системою заохочень. |

### Основні книги
- 1961 — «Земле, чую тебе»;
- 1962 — «Гроно»;
- 1963 — «Мої сторони світу»;
- 1964 — «Моя радиостанция»;
- 1966 — «Вибрані поезії»;
- 1968 — «З березнем по землі», «Архипелаги»;
- 1969 — «Поступ»;
- 1970 — «Вогневиця»;
- 1971 — «Избранная лирика», «Я родом из песни»;
- 1972 — «Автограф»;
- 1974 — «Добросвіт», «Созвездие Лиды»;
- 1975 — «Покоління»;
- 1979 — «Дорогою зорі»;
- 1982 — «Заповітний хліб», «Внезапный возраст», «Синові в дорогу»;
- 1983 — «Лоза і камінь».

### Збірки для дітей
- 1958 — «Жива криничка»;
- 1966 — «Колесо»;
- 1967 — «Метелик у портфелі»;
- 1968 — «Перепілка щастя носить»;
- 1969 — «Мій календар»;
- 1970 — «Журавлине літо»;
- 1972 — «Березничка»;
- 1975 — «Сонце для всіх»;
- 1976 — «Ми — громадяни»;
- 1978 — «Я вже виросла»;
- 1980 — «Стежка до криниці»;
- 1982 — «Тепла земля»;
- 1988 — «Родове дерево»;
- 1989 — «Краплі зорі».

## Вшанування пам'яті
Український фонд культури заснував Міжнародну літературно-мистецьку премію імені Миколи Сингаївського.
22 червня 2023 року у місті Ірпінь вулицю Ново-Оскольську перейменували на вулицю Миколи Сингаївського.